# Corybas ramosianus
Corybas ramosianus là một loài thực vật có hoa trong họ Lan. Loài này được J.Dransf. mô tả khoa học đầu tiên năm 1986.